# Polygonia i-album
Polygonia i-album är en fjärilsart som beskrevs av Maslowscy 1923. Polygonia i-album ingår i släktet Polygonia och familjen praktfjärilar. Inga underarter finns listade i Catalogue of Life.